# Leser-Trélat-Syndrom
Unter dem Leser-Trélat-Syndrom (Leser-Trélat-Zeichen) versteht man das plötzliche Auftreten zahlreicher, häufig juckender seborrhoischer Keratosen (Alterswarzen) im Rahmen einer Krebserkrankung. Da es sich um eine durch einen bösartigen Tumor ausgelöste Begleiterscheinung handelt, ordnet man die Symptomatik als paraneoplastisches Syndrom ein. Bei den assoziierten Malignomen handelt es sich insbesondere um Adenokarzinome des Magens und der Brust, aber auch um Bronchialkarzinome, Leukämien und maligne Lymphome.
Weil seborrhoische Keratosen ebenso wie bösartige Tumorerkrankungen im höheren Lebensalter häufiger sind, ist eine Assoziation schwierig zu beweisen und wird in der Literatur zum Teil angezweifelt.

## Geschichte
Das Leser-Trélat-Syndrom ist nach dem deutschen Chirurgen Edmund Leser (1828–1916) und dem französischen Chirurgen Ulysse Trélat (1828–1890) benannt. Ihnen wurde unabhängig voneinander die Erstbeschreibung zuerkannt. Beide bezogen sich in ihrer Darstellung allerdings offenbar auf das senile Hämangiom. Erst E. Hollander stellte um 1900 eine ursächliche Verbindung seborrhoischer Keratosen und interner Malignome her.

## Epidemiologie
Das Leser-Trélat-Syndrom gilt als selten. Eine Geschlechtsbevorzugung wird ebenso wie eine regionale oder ethnische Häufung in der Literatur nicht berichtet. Der Altersgipfel liegt im höheren Lebensalter.

## Ursachen
Die Ursachen des Leser-Trélat-Syndroms sind ungeklärt. Vermutet wird eine Induktion der Bildung seborrhoischer Keratosen durch vom Tumor gebildete Wachstumsfaktoren. Da in 30 Prozent der Fälle gleichzeitig eine Acanthosis nigricans besteht, betrachten einige Autoren das Syndrom als eine inkomplette Form der Acanthosis nigricans.

## Klinik

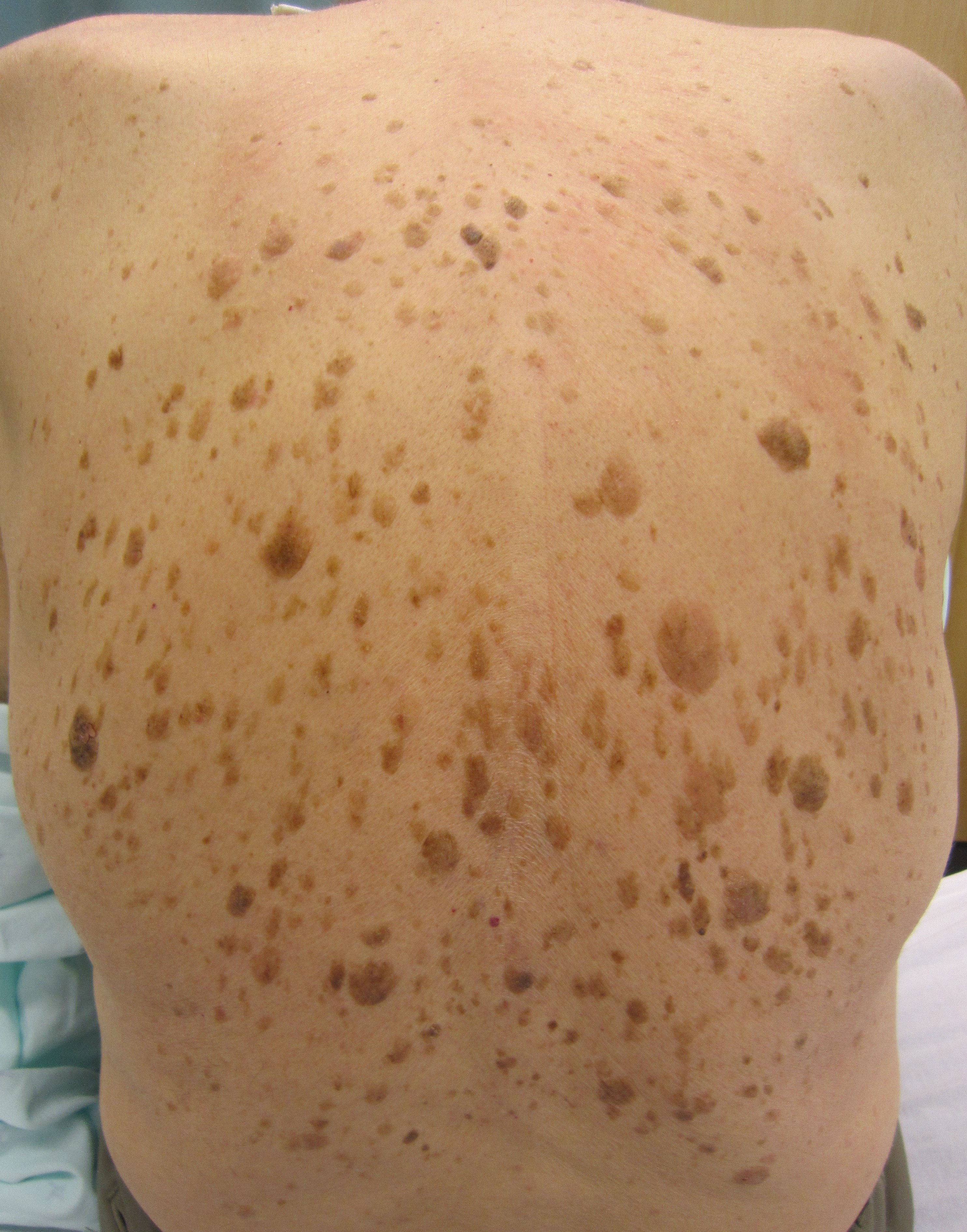
Seborrhoische Keratosen am Rücken einer Person mit Leser-Trélat-Syndrom bei Darmkrebs

Charakteristisch ist das plötzliche Auftreten zahlreicher seborrhoischer Keratosen mit diffuser Verteilung, insbesondere im Bereich des Körperstammes. Begleitend findet sich bei etwa der Hälfte der Patienten Juckreiz. Differentialdiagnostisch abzugrenzen  sind seborrhoischen Keratosen im Rahmen generalisierter Hautausschläge. Das Zytostatikum Cytarabin kann selten zu entzündlichen Veränderungen existierender seborrhoischer Keratosen führen und damit ein Leser-Trélat-Syndrom vortäuschen.

## Therapie
Im Vordergrund steht die Behandlung des zugrundeliegenden bösartigen Tumors. Eine Entfernung seborrhoischer Keratosen kann durch Exzision, kryochirurgisch oder Kürettage erfolgen.

## Prognose
Die Prognose wird durch das zugrundeliegende Malignom bestimmt, das sich jedoch häufig biologisch aggressiv verhält (durchschnittliche Überlebenszeit: 10,6 Monate). Eine mit der Symptomatik des Leser-Trélat-Syndroms selbst assoziierte Sterblichkeit ist nicht bekannt.